# Rocket mail

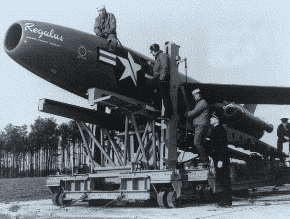
El misil de crucero Regulus fue usado en un ensayo de envío de correo realizado el 8 de junio de 1959.

Rocket mail es la entrega de correo por cohete o misil. El cohete aterrizaría al desplegar un paracaídas interno a su llegada al punto de destino. Varias organizaciones han intentado llevarlo a cabo en muchos países diferentes, con niveles variables de éxito. Nunca se ha visto extensivamente como una opción viable para la entrega de correo, debido al costo de la operación y los numerosos fracasos registrados. 

## Pioneros
El autor alemán Heinrich von Kleist fue el primero en sugerir el uso de cohetes para entregar correo. Siendo editor del Berliner Abendblätter escribió un artículo publicado el 10 de octubre de 1810, en el que proponía el uso de baterías de artillería para disparar proyectiles llenos de cartas a localizaciones predeterminadas, dirigidas a lugares de fácil aterrizaje. Kleist calculó que una red de baterías podría transmitir una carta de Berlín a Breslavia, a 290 kilómetros de distancia, en medio día. Más tarde en el mismo siglo XIX se usaron cohetes Congreve para entregar correo en Tonga, pero el vuelo de los misiles no era estable. Hermann Oberth sugirió el uso de cohetes para entregar correo en una carta en 1927, y también dio una conferencia acerca del tema en una reunión de la Sociedad Alemana de Aeronáutica en junio de 1928. La conferencia provocó que muchos experimentadores pensaran que el uso de cohetes fuera inevitable, y ya en 1929 Jacob Gould Schurman, embajador estadounidense en Alemania, comentaría con un reportero alemán los requisitos legales de un cohete de correo transatlántico.
Friedrich Schmiedl lanzó el primer correo por cohete (V-7, Cohete Experimental 7) con 102 cartas entre las poblaciones austriacas de Schöckl y St. Radegund. Schmiedl también lanzó cohetes el 21 de abril de 1931 de Schöckl a Kaite Rinne con cartas y un espectrógrafo. Schmiedl realizó varios lanzamientos más durante 1932, y experimentos similares fueron llevados a cabo en otros países, subsidiados normalmente por filatelistas.
Reinhold Tiling protagonizó el 15 de abril de 1931 una de las primeras experiencias realizadas en Alemania, demostrando que uno de sus cohetes era capaz de transportar fiablemente 188 tarjetas postales.
Gerhard Zucker experimentó en la década de 1930 con cohetes similares a los propulsores de los fuegos artificiales. Entre 1931 y 1933 viajó a través de Alemania mostrando su cohete, asegurando que podría ser usado para el envío de correo. Después de mudarse a Gran Bretaña, Zucker intentó convencer a la Oficina General de Correo de que el envío postal por cohete era una opción viable. Posteriormente a las demostraciones iniciales en el sur de Inglaterra se lanzó un primer y un segundo cohete el 18 y el 31 de julio de 1934, respectivamente, realizando un vuelo de 1600 metros entre las islas Hébridas de Harris y Scarp, en Escocia. El fuselaje de cada cohete contenía 1200 sobres. Ambos cohetes explotaron, aunque la mayoría de la carga del segundo cohete, que incluía sobres que habían sobrevivido al primer vuelo, fue salvada.
Stephen Smith, un Secretario de la Sociedad India de Correo Aéreo, combinó su trabajo con su interés en los cohetes. Su primer lanzamiento fue el 20 de septiembre de 1934. Posteriormente, experimentó con 270 lanzamientos más hasta el 4 de diciembre de 1944. 80 de esos cohetes contenían correos, y sus logros incluyen el primer correo enviado por cohete con éxito sobre un río, y el primer cohete que contenía un paquete. La Compañía Oriental de Fuegos Artificiales proporcionó a Smith 16 cohetes entre marzo de 1935 y el 29 de junio de 1935. Entre ellos, cargaron más de mil folletos promocionales de eventos. En 1992 el gobierno de la India emitió una sello de correos para celebrar el centenario del nacimiento de Smith, citándolo como el "creador del correo por cohete en la India".

## Estados Unidos
Una de las primeras entregas exitosas de correo vía cohete en Estados Unidos fue hecha el 23 de febrero de 1936, cuando dos cohetes que fueron lanzados del lado de Nueva York del lago Greenwood aterrizaron en el lado de Nueva Jersey, recorriendo algo menos de 100 yardas de distancia. Este evento fue precedido por varios otros experimentos de entrega de correo vía cohete a comienzos de los años 1930.
En 1959, la Armada de los Estados Unidos se puso en contacto con el Departamento de Correos en su búsqueda de un medio más rápido de transporte de la correspondencia postal, realizando una única entrega de "Correo Misil" desde el submarino "USS Barbero". El 8 de junio de 1959, el "USS Barbero" disparó un misil de crucero Regulus hacia la Estación Aérea Naval Auxiliar en Florida. El misil fue lanzado con un par de propulsores, con un motor turbojet principal que mantuvo el misil en vuelo después de que los dos propulsores auxiliares se desprendieron. 22 minutos después del lanzamiento el misil llegó a su destino, aterrizando mediante un paracaídas.
La USPS había establecido una oficina de correos en el "USS Barbero", donde selló alrededor de 3000 cartas antes de que el submarino partiera de la base de Norfolk, Virginia. El correo consistía enteramente en postales conmemorativas dirigidas al presidente Dwight Eisenhower, a oficiales del gobierno y a otras personalidades.
Al presenciar el aterrizaje del misil, el director del Servicio Postal Arthur Summerfield declaró con entusiasmo que: "Este uso pacífico de misiles guiados para el propósito práctico del envío de correos es el primer uso oficial conocido de misiles en una organización de correos". Summerfield proclamó que el evento fue "de significado histórico para todas las personas del mundo", y predijo que "antes de que el hombre llegue a la Luna, el correo será entregado en horas de Nueva York a California, o a Gran Bretaña, o a Australia por misiles guiados".
A pesar del entusiasmo de Summerfield, el Departamento de Defensa vio los misiles postales únicamente como una demostración de las capacidades tecnológicas de Estados Unidos. Varios expertos opinaron que el costo del uso de misiles para la entrega de correos nunca podría estar justificado. Mientras que en los años 1920 una carta entre Europa y Estados Unidos podría llegar en una semana, en los años 50 el correo aéreo cruzaba el Atlántico en un día.

## Envíos desde submarinos rusos
Desde el final de la Guerra Fría, Rusia ha llevado a cabo algunos experimentos de lanzamientos de cohetes que contenían correo desde submarinos nucleares en el Mar de Ojotsk hacia el oeste de Rusia, usando misiles sobrantes.

## Vehículos de lanzamiento reutilizables
El experto en cohetes Willy Ley especuló en 1954 que sería posible, usando pequeños misiles, el envío rápido de correos, en parte porque podrían ser reutilizables. Tecnólogos como Robert Zubrin piensan que el envío de correo por cohete podría convertirse en algo comercialmente viable con el desarrollo de sistemas completamente reusables, particularmente vehículos SSTO. Estos sistemas permitirían la entrega de paquetes en cualquier lugar del mundo en 45 minutos. La entrega potencial de paquetes con cohetes reusables es discutida en el libro de Zubrin Entrando al espacio.
El 3 de diciembre de 2005, XCOR Aerospace voló su cohete EZ (un cohete que la compañía construyó para demostrar sus motores-cohete reusables) de Mojave a California City, California. El piloto de pruebas Dick Rutan fue el encargado del vuelo, que tuvo una duración de 9 minutos y cargó correo de Estados Unidos desde la oficina de correos en Mojave a direcciones en California City. Esta fue la primera vez que un cohete con piloto fue usado para la entrega de correo.

## En la cultura popular
- Un cohete de envío de correos extra es usado para llegar a la Luna en Rocket Ship Galileo (1947).

- El correo es entregado por cohete en uno de los primeros capítulos de Gravity's Rainbow, libro de Thomas Pynchon (1973). El personaje Roger México recibe órdenes de A.C.H.T.U.N.G. de esta manera.

- RocketMail fue el nombre para uno de los primeros servicios de webmail. Por un breve periodo de tiempo, RocketMail compitió con Hotmail por el puesto número uno entre los servicios gratuitos de correo electrónico. Yahoo! adquirió RocketMail en 1997, y lo convirtió en Yahoo! Mail.

- Las gafas computarizadas de Ethan Hunt son entregadas vía misil, junto con otros artefactos, al comienzo de la película Misión: Imposible II.

- Bill Bryson menciona el correo vía misil en su memoria de 2006 The Life and Times of the Thunderbolt Kid.